# エステル・デュフロ
エステル・デュフロ（Esther Duflo, 1972年10月25日 - ）はフランス人経済学者で、現在はマサチューセッツ工科大学教授を務めている。マサチューセッツ工科大学では貧困問題と開発経済学を担当しており、マサチューセッツ工科大学のAbdul Latif Jameel Poverty Action Labの創設者の一人である。さらに全米経済研究所のリサーチアソシエイト等も兼任している。2019年にノーベル経済学賞を受賞した。
彼女の専門は、開発途上国におけるミクロ開発経済学であり、家計行動・教育・ファイナンスへのアクセス・健康・政策評価等も含まれる。

## 経歴
1972年に数学者の父、人道活動を行う医者の母のもと、パリに生まれ、プロテスタント教育を受ける。アンリ4世校を経て、パリ高等師範学校にて歴史学及び経済学、パリ経済学校にて応用経済学の博士準備過程を修了し、経済学のアグレガシオンを取得。後に配偶者ともなるアビジット・V・バナジー（Abhijit Banerjee）とジョシュ・アングリスト（Joshua Angrist）の指導の下、1999年にマサチューセッツ工科大学にて経済学の博士号を取得。2002年にマサチューセッツ工科大学のテニュアポジションの准教授、2004年より同教授。2012年にアメリカ合衆国市民権を取得。

## 主な受賞歴
- 2005年 最優秀若手フランス人経済学者賞(機関:Cercle des économistes)
- 2009年 マッカーサー・フェロー
- 2010年 ジョン・ベイツ・クラーク賞
- 2013年 ダン・デイヴィッド賞、ジョン・フォン・ノイマン賞
- 2014年 インフォシス賞(Infosys Prize)
- 2015年 アストゥリアス皇太子賞社会科学部門
- 2019年 ノーベル経済学賞

## 著書

### 単著
- Experience, science et lutte contre la pauvreté, (Fayard, 2009).
- Le Développment Humain (Lutter contre la pauvrete, volume 1), (Le seuil, 2010).
- La polique de l'autonomie (Lutter contre la pauvrete, volume 2), (Le seuil, 2010).

峯陽一、コザ・アリーン訳 『貧困と闘う知――教育、医療、金融、ガバナンス』（みすず書房, 2017年）

### 共著
- Poor Economics: A Radical Rethinking of the Way to Fight Global Poverty, with Abhijit V. Banerjee , (PublicAffairs, April 2011).
  - 山形浩生訳 『貧乏人の経済学――もういちど貧困問題を根っこから考える』（みすず書房, 2012年）
- Handbook of Field Experiments, Vol.1 and 2, with Abhijit Vinayak Banerjee , (North –Holland (an imprint of Elsevier), 2017).
  - 小林庸平監訳 『政策評価のための因果関係の見つけ方 ランダム化比較試験入門』（日本評論社, 2019年）
- Good Economics for Hard Times: Better Answers to Our Biggest Problems, with Abhijit V. Banerjee , (PublicAffairs, 2019).
  - 村井章子訳『絶望を希望に変える経済学』（日経BP日本経済新聞出版本部, 2020年）